# Provisorisch beauftragte Beamtenregierung

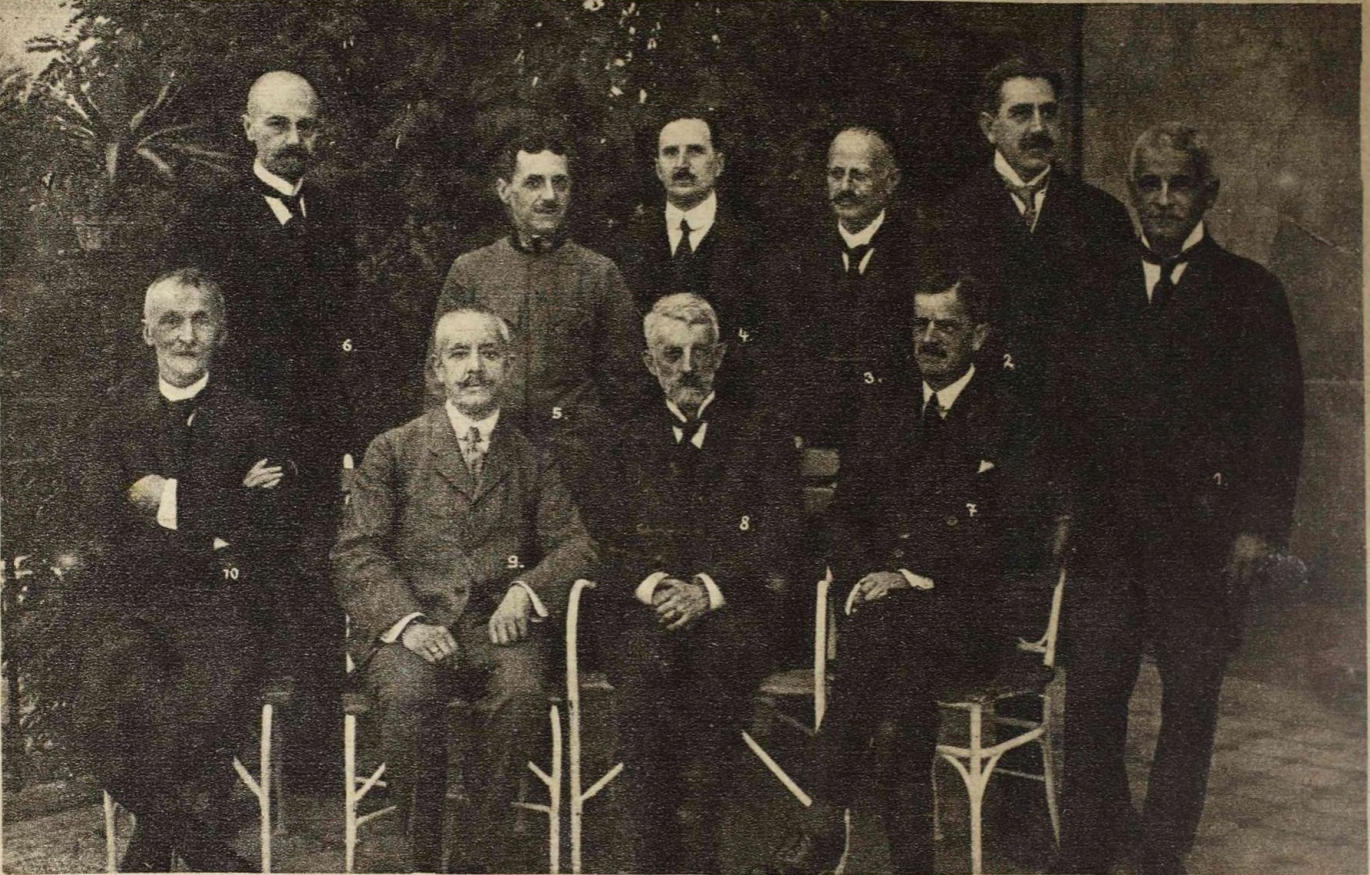
Provisorisch beauftragte Beamtenregierung

Die Provisorisch beauftragte Beamtenregierung (ung. Ideiglenesen megbízott hivatalnokkormány) war im August 1919 für wenige Tage die Regierung Ungarns. Sie wurde am 7. August 1919 im Auftrag von Erzherzog Joseph von István Friedrich gebildet und bestand bis 15. August 1919.

## Minister
| Provisorisches Amt                | Amtsträger       | Beginn Amtszeit | Ende Amtszeit   |
| --------------------------------- | ---------------- | --------------- | --------------- |
| Ministerpräsident                 | István Friedrich | 7. August 1919  | 15. August 1919 |
| Innenminister                     | Adolf Samassa    | 7. August 1919  | 15. August 1919 |
| Außenminister                     | Gábor Tánczos    | 7. August 1919  | 15. August 1919 |
| Verteidigungsminister             | Ferenc Schnetzer | 7. August 1919  | 15. August 1919 |
| Finanzminister                    | János Grünn      | 7. August 1919  | 15. August 1919 |
| Justizminister                    | Béla Szászy      | 7. August 1919  | 15. August 1919 |
| Ackerbauminister                  | Loránd Győry     | 7. August 1919  | 15. August 1919 |
| Unterrichtsminister               | Sándor Imre      | 7. August 1919  | 15. August 1919 |
| Minister für Handel               | János Szüry      | 7. August 1919  | 15. August 1919 |
| Minister für Arbeit und Volkswohl | András Csilléry  | 7. August 1919  | 15. August 1919 |
| Minister für Ernährung            | Jenő Polnay      | 7. August 1919  | 15. August 1919 |

## Quelle
- A kormány tagjai 1867-től máig: (Mitglieder der Regierung von 1867 bis heute) im parlamentarischen Almanach (1935)
- Ungarn in der Zwischenkriegszeit – Regierungslisten